# Гульдман Віктор Карлович
Ві́ктор Ка́рлович Гу́льдман (* 1854, Волинська губернія — † 1907, Кам'янець-Подільський) — дослідник минувшини Поділля.

## Біографія
Віктор Карлович Гульдман народився 1854 року в одній із німецьких колоній Волинської губернії у сім'ї військовослужбовця. У «формулярному списку» зазначено, що він «з обер-офіцерських дітей, маєтків не має» . Батько Віктора, штабс-капітан Карл Гульдман, і магістр Михайло Мошинський, які мешкали в Бердичеві, 11(23) грудня 1875 року звернулися до департаменту торгівлі та мануфактур із проханням видати їм п'ятирічний привілей (патент) на спосіб захисту шкури від псування та надання їй непромокальності. Винахід полягав у послідовній обробці вже готової продубленої та висушеної шкури спочатку в слабкій сірчаній кислоті, потім у відварі хінної кори і, нарешті, у галуновій ванні. Висушена після цього шкура натиралася з лицьового боку розчином каніфолі в рициновій олії й остаточно чорнилася . Було встановлено, що на цей винахід перед цим нікому іншому в Росії привілею видано не було, тож 12(24) жовтня 1877 року Гульдману та Мошинському привілей надали. До речі, за тиждень до того, 5(17) жовтня, у тому ж департаменті привілей на спосіб згущення рідких вибухових речовин для отримання нового виду вибухових сполук отримав Альфред Нобель .
Віктор ріс хворобливим хлопчиком. Відомо, що він навчався в київській школі землемірів, але через погіршення стану здоров'я так її і не закінчив. Трудовий шлях Віктор Гульдман розпочав 30 липня 1872 року на посаді судового пристава у складі мирових суддів першої-другої дільниць Летичівського повіту Подільської губернії. Вже 1 жовтня перейшов на посаду помічника секретаря з'їзду мирових суддів, а 12 грудня 1872 року, згідно з поданою заявою, його перевели на посаду помічника судового пристава губернського міста Житомира. Від 8 серпня 1873 року він працював поліцейським наглядачем у Новограді-Волинському Волинської губернії, з 13 вересня 1874 року поступив на службу чиновником Волинського губернського правління у Житомирі. Та вже 24 вересня 1874 року Гульдман звільнився з роботи за станом здоров'я і протягом восьми років життя серйозно лікував легені, зокрема і за кордоном.
Відносно видужавши, Віктор Карлович відновив трудову діяльність і від 15 листопада 1882 року працював столоначальником у канцелярії Київського, Подільського і Волинського генерал-губернатора Олександра Дрентельна. На цій посаді він настільки добре себе зарекомендував, що для росту службової кар'єри його 7 вересня 1885 року призначили спочатку молодшим, а незабаром просто чиновником особливих доручень при подільському цивільному губернаторові Василеві Глинці.
На початку вересня 1885 року Гульдман зі своєю сім'єю — дружиною, дочкою і сином — прибув до Кам'янця-Подільського.
Секретар Подільського губернського статистичного комітету (1886–1903), автор першого зведеного опису населених місць Подільської губернії (1893). Член Подільського єпархіального історико-статистичного комітету (від 1886), Подільського історико-археологічного товариства (від 1903), член-кореспондент Московського археологічного товариства.
Досліджував історію, економіку, демографію, проблеми землеволодіння, культуру, клімат і природні умови Поділля.

## Праці
- Движение населения в Подольской губернии (1872–1886): Краткий очерк. — Каменец-Подольск, 1888. — 64 с.
- Отчёт Подольского губернского статистического комитета за 1886 год / Составил В. К. Гульдман. — Каменец-Подольск, 1888. — 165 с.
- Справочная книжка Подольской губерніи / Составилъ В. К. Гульдманъ. — Каменецъ-Подольскій : Типографія губернскаго правленія, 1888. — VIII + 654 + XVI с.(рос. дореф.)

- Климат Подольской губернии. — Каменец-Подольск, 1889. — 68 с.
- рос. дореф. Гульдманъ В. Подольская губернія : опытъ географическо-статистическаго описанія. Изданіе Подольскаго губернскаго статистическаго комитета. — Каменецъ-Подольскій, 1889. — 414 + 64 + 26 с.
- Слепые в Подольской губернии: Статистический этюд. — Каменец-Подольск, 1889. — 58 с.
- Отчёт Подольского губернского статистического комитета за 1887 год / Составил В. К. Гульдман. — Каменец-Подольск, 1889. — 148 с.
- Статистическая записка об экономическом состоянии западной части Подольской губернии (уездов Каменецкого, Проскуровского и Ушицкого). — Каменец-Подольск, 1890. — 17 с.
- Об устройстве в Подольской губернии исправительных колоний. — Каменец-Подольск, 1890. — 20 с.
- Гульдманъ В. Населенные мѣста Подольской губерніи: Алфавитный перечень населенныхъ мѣстъ губерніи с указаніемъ нѣкоторыхъ справочных о нихъ свѣдѣній / Изданіе Подольскаго губернскаго статистическаго комитета. — Каменецъ-Подольскій : Типографія Подольскаго губернскаго правленія, 1893. — II + IV + 636 с.(рос. дореф.)

- Винницкая психиатрическая лечебница и ее значение для Юго-Западного края: Очерк. — Каменец-Подольск, 1894. — 636 с.
- Праздник православия в Подольской губернии. — Каменец-Подольск, 1895. — 10 с.
- Подольскій адресъ-календарь / Составилъ В. К. Гульдманъ. — Каменецъ-Подольскій : Изданіе Подольскаго губернскаго статистическаго комитета, 1895. — VIII + 452 + IX с.(рос. дореф.)

- Чествование дня священного коронования в г. Каменец-Подольске 14—16 мая 1896 г. — Каменец-Подольск, 1896. — 35 с.
- Чествование дня 25 июня 1896 г. в г. Каменец-Подольске столетней годовщины со дня рождения императора Николая I. — Каменец-Подольск, 1896. — 88 с.
- рос. дореф. Помѣстное землевладѣніе въ Подольской губерніи. Составилъ В. К. Гульдманъ. Изданіе Подольскаго губернскаго статистическаго комитета. — Каменецъ-Подольскій, 1898. — 362 + 46 + 26 + 3 с. (362 + 42 (Алфавитный указатель помещенных в книге населенных пунктов Подольской губернии) + 26 (Алфавитный указатель фамилий землевладельцев Подольской губернии) с.)
- Подольский адрес-календарь / Составил В. К. Гульдман. — Каменец-Подольск, 1900. — 349 с.
- Памятники старины в Подолии: Материалы для составления археологической карты Подольской губернии. — Каменец-Подольск, 1901. — VIII, 401, LVII с.
- Поместное землевладение в Подольской губернии: Настольная справочная книга для господ землевладельцев и арендаторов. — 2-ое издание, исправленное и дополненое. — Каменец-Подольск, 1903. — 898, 48 с.

### Енциклопедичні видання
- Гульдман, Виктор Карлович // Большая энциклопедия: Словарь общедоступных сведений по всем отраслям знания / Под редакцией С. Н. Южакова. — Т. 7: Глаз — Гюго. — Санкт-Петербург, 1902. — С. 722—723.
- Гульдман В. К. // Источники словаря русских писателей / Собрал С. А. Венгеров. — Т. 2: Гогоцкая — Карамзин. — Санкт-Петербург, 1910. — С. 157.

### Праці Льва Баженова
- Баженов Л. В. Поділля в працях дослідників і краєзнавців XIX—XX ст.: Історіографія. Біобібліографія. Матеріали. — Кам'янець-Подільський, 1993. — С. 184.
- Баженов Л. В. Історичне краєзнавство Правобережної України XIX — на початку XX століть: Становлення. Історіографія. Біобібліографія. — Хмельницький, 1995. — С. 195—196.
- Баженов Л. Відомий і невідомий Віктор Гульдман // Кам'янець-Подільський вісник. — 1996. — 21 грудня. — С. 7.
- Баженов Л. В. Видатний дослідник Поділля В. К. Гульдман // Дунаєвеччина очима дослідників і свідків історичних подій: Матеріали науково-краєзнавчої конференції. — К., 1997. — С. 235—237.
- Баженов Л. В. Поділля в науково-краєзнавчій спадщині В. К. Гульдмана (до 150-річчя від дня народження) // Наукові праці Кам'янець-Подільського державного університету. — Історичні науки. — Т. 13. — Кам'янець-Подільський, 2004. — С. 518—525.
- Баженов Лев. Alma mater подільського краєзнавства: місто Кам'янець-Подільський — осередок історичної регіоналістики XIX — початку XXI століть. — Кам'янець-Подільський: Оіюм, 2005. — С. 30—33.

### Відгуки про Гульдмана та його праці
- Молчановский Н. Рецензия на книгу «Справочная книжка Подольской губернии» // Киевская старина. — 1888. — № 1. — Критика. — С. 1—5.
- Нейман Ц. Рецензия на книгу «Подольская губерния. Опыт географическо-статистического описания» // Киевская старина. — 1890. — № 1. — С. 156—163.
- А. Л. [Александр Лазаревский]. Рецензия на книгу «Населенные места Подольской губернии» // Киевская старина. — 1894. — № 2. — С. 344—347.
- Ю. С. [Юхим Сіцінський]. Рецензія на книгу «Поместное землевладение в Подольской губернии» // Записки НТШ. — 1899. — Книга 3. — Т. XXIX. — Бібліографія. — С. 41—42.
- Беляшевский Н. Рецензия на книгу «Памятники старины в Подолии» // Киевская старина. — 1902. — № 1. — Библиография. — С. 33—37.
- В. Р-в [Василий Рудаков]. Рецензия на книгу «Памятники старины в Подолии» // Исторический вестник. — 1902. — № 5. — С. 749—750.
- Л. С. Л. [Леонид Личков]. Рецензия на книгу «Поместное землевладение в Подольской губернии», 2-е издание // Киевская старина. — 1903. — № 3. — Библиография. — С. 187—189.
- Яблоновский Александр. Родные картины. О большой ошибке «Большой энциклопедии» // Образование: Журнал литературный, научно-популярный и педагогический. — Санкт-Петербург, 1904. — № 10 (октябрь). — Отдел III. — С. 112—114.
- Лотоцький Олександр. Сторінки минулого. — Частина перша. — Видання Української православної церкви в США, 1966. — С. 270—271.
- Раздорский А. И. Памятные книжки Подольской губернии (историко-библиографический обзор) // Наукові праці Кам'янець-Подільського національного університету імені Івана Огієнка. — Серія: Бібліотекознавство. Книгознавство. — Випуск 2. — Кам'янець-Подільський, 2010. — С. 374—388.

### Інші публікації
- Будзей Олег. Гульдман битий і безсмертний[недоступне посилання] // Подолянин. — 2012. — 4 травня. — С. 8.